# Pandemia de COVID-19 en Argelia
La pandemia de COVID-19 en Argelia tuvo su primer caso el 25 de febrero. Se trataba de un hombre italiano que había llegado al país el 17 de febrero. Argelia lo deportó de regreso a Italia en un vuelo especial el 28 de febrero.
Las autoridades dispusieron una serie de medidas a fin de evitar la propagación del virus, entre ellas el distanciamiento social, la restricción de movimientos y la cuarentena.
Hasta el 22 de febrero de 2022, se habían confirmado 264.054 casos, de los cuales  6,797 murieron.

## Antecedentes
El 12 de enero, la Organización Mundial de la Salud (OMS) confirmó que un nuevo coronavirus era la causa de una enfermedad respiratoria en un grupo de personas en la ciudad de Wuhan, provincia de Hubei, China, que inicialmente habían llamado la atención de la OMS el 31 de diciembre de 2019.
A diferencia del SARS de 2003, la tasa de letalidad de COVID-19 ha sido mucho menor, pero la transmisión ha sido significativamente mayor, con un número total de muertes significativo. Las simulaciones basadas en modelos para Argelia sugieren que el intervalo de confianza del 95% para el número de reproducción variable en el tiempo estaba por debajo de 1,0 en abril y la primera parte de mayo de 2020, luego alrededor de 1,0 hasta mediados de junio. Desde la segunda quincena de junio, se ha mantenido estable y por encima de 1.

## Estadísticas

Número de casos (azul) y número de muertes (rojo) por COVID-19 en una escala logarítmica.

| Provincia                                     | Primer caso         | Casos confirmados | Fallecidos | Recuperaciones |
| --------------------------------------------- | ------------------- | ----------------- | ---------- | -------------- |
| Argel                                         | 13 de marzo de 2020 | 4771              | 145        | 261            |
| Orán                                          | 21 de marzo de 2020 | 3539              | 22         | 234            |
| Blida                                         | 1 de marzo de 2020  | 3478              | 131        | 133            |
| Sétif                                         | 19 de marzo de 2020 | 2980              | 61         | 2              |
| Batna                                         | 25 de marzo de 2020 | 1547              | 17         | 0              |
| Béjaïa                                        | 17 de marzo de 2020 | 1518              | 28         | 1              |
| Constantino                                   | 22 de marzo de 2020 | 1505              | 25         | 0              |
| Tipaza                                        | 22 de marzo de 2020 | 1253              | 37         | 0              |
| Ouargla                                       | 30 de marzo de 2020 | 1222              | 26         | 1              |
| Biskra                                        | 25 de marzo de 2020 | 1217              | 12         | 2              |
| M'Sila                                        | 30 de marzo de 2020 | 1188              | 29         | 14             |
| Annaba                                        | 17 de marzo de 2020 | 1176              | 10         | 3              |
| Djelfa                                        | 26 de marzo de 2020 | 1126              | 11         | 100            |
| Tlemcen                                       | 23 de marzo de 2020 | 1091              | 8          | 0              |
| Bouira                                        | 16 de marzo de 2020 | 1090              | 13         | 15             |
| El Oued                                       | 18 de marzo de 2020 | 1056              | 23         | 0              |
| Tiaret                                        | 2 de abril de 2020  | 922               | 22         | 0              |
| Tizi Ouzou                                    | 12 de marzo de 2020 | 841               | 16         | 37             |
| Boumerdès                                     | 18 de marzo de 2020 | 828               | 10         | 1              |
| Ain Defla                                     | 24 de marzo de 2020 | 741               | 9          | 100            |
| Tebessa                                       | 3 de abril de 2020  | 737               | 24         | 100            |
| Médéa                                         | 18 de marzo de 2020 | 723               | 19         | 73             |
| Jijel                                         | 22 de marzo de 2020 | 706               | 8          | 17             |
| Mostaganem                                    | 23 de marzo de 2020 | 689               | 4          | 60             |
| Laghouat                                      | 24 de marzo de 2020 | 669               | 9          | 0              |
| Ain Temouchent                                | 23 de marzo de 2020 | 655               | 5          | 0              |
| Oum El Bouaghi                                | 25 de marzo de 2020 | 640               | 10         | 162            |
| Adrar                                         | 15 de marzo de 2020 | 626               | 8          | 0              |
| Khenchela                                     | 20 de marzo de 2020 | 576               | 5          | 0              |
| Skikda                                        | 12 de marzo de 2020 | 546               | 8          | 3              |
| Guelma                                        | 26 de marzo de 2020 | 476               | 1          | 51             |
| Ghardaïa                                      | 26 de marzo de 2020 | 429               | 10         | 0              |
| Bordj Bou Arréridj                            | 16 de marzo de 2020 | 417               | 30         | 107            |
| Tissemsilt                                    | 19 de marzo de 2020 | 405               | 5          | 1              |
| Sidi Bel Abbes                                | 23 de marzo de 2020 | 404               | 16         | 0              |
| Mila                                          | 4 de abril de 2020  | 369               | 11         | 0              |
| Béchar                                        | 3 de abril de 2020  | 347               | 3          | 0              |
| Souk Ahras                                    | 12 de marzo de 2020 | 333               | 7          | 0              |
| Máscara                                       | 5 de marzo de 2020  | 326               | 12         | 2              |
| Naâma                                         | 6 de abril de 2020  | 254               | 1          | 1              |
| El Bayadh                                     | 6 de abril de 2020  | 232               | 6          | 15             |
| El Taref                                      | 26 de marzo de 2020 | 207               | 1          | 20             |
| Tamanrasset                                   | 13 de abril de 2020 | 198               | 4          | 0              |
| Tinduf                                        | 1 de mayo de 2020   | 197               | 1          | 0              |
| Relizane                                      | 23 de marzo de 2020 | 196               | 3          | 38             |
| Chlef                                         | 23 de marzo de 2020 | 194               | 3          | 0              |
| Illizi                                        | 31 de marzo de 2020 | 124               | 0          | 0              |
| Saïda                                         | 10 de abril de 2020 | 69                | 0          | 0              |
| Total                                         |                     | 44,833            | 1,518      | 31,493         |
| Última actualización: 1 de septiembre de 2020 |                     |                   |            |                |

## Historia

### Febrero de 2020
El 25 de febrero, el laboratorio de Argelia confirmó el primer caso de COVID-19, un italiano que llegó el 17 de febrero; el 28 de febrero, Argelia lo deportó de regreso a Italia, a través de un vuelo especial desde el aeropuerto Hassi Messaoud, donde fue sujeto a cuarentena.

## Cronología
| Registro de los casos | Registro de los casos | Registro de los casos | Registro de los casos | Registro de los casos | Registro de los casos | Registro de los casos | Registro de los casos |
| Fecha                 | Confirmados           | Confirmados           | Muertes               | Muertes               | Recuperados           | Recuperados           | Ref.                  |
| Fecha                 | Nuevos                | Totales               | Nuevos                | Totales               | Nuevos                | Totales               | Ref.                  |
| 25-2-2020             | 1                     | 1                     | 0                     | 0                     | 0                     | 0                     | [ 9 ]                 |
| 2-3-2020              | 2                     | 3                     | 0                     | 0                     | 0                     | 0                     | [ 10 ]                |
| 3-3-2020              | 5                     | 8                     | 0                     | 0                     | 0                     | 0                     | [ 11 ] [ 12 ]         |
| 4-3-2020              | 4                     | 12                    | 0                     | 0                     | 0                     | 0                     | [ 13 ]                |
| 7-3-2020              | 8                     | 20                    | 0                     | 0                     | 0                     | 0                     |                       |
| 12-3-2020             | 6                     | 26                    | 2                     | 2                     | 0                     | 0                     |                       |
| 13-3-2020             | 1                     | 27                    | 0                     | 0                     | 0                     | 0                     |                       |
| 14-3-2020             | 10                    | 37                    | 1                     | 3                     | 12                    | 12                    |                       |
| 15-3-2020             | 11                    | 48                    | 1                     | 4                     | -                     | -                     |                       |
| 16-3-2020             | 6                     | 54                    | 0                     | 0                     | -                     | -                     |                       |
| 17-3-2020             | 13                    | 67                    | 1                     | 5                     | -                     | -                     |                       |
| 18-3-2020             | 8                     | 75                    | 1                     | 6                     | -                     | -                     |                       |
| 19-3-2020             | 10                    | 82                    | 3                     | 9                     | -                     | -                     |                       |
| 20-3-2020             | 20                    | 62                    | 3                     | 12                    | -                     | -                     |                       |
| 21-3-2020             | 77                    | 139                   | 3                     | 15                    | -                     | -                     |                       |
| 22-3-2020             | 62                    | 201                   | 2                     | 17                    | -                     | -                     |                       |
| 23-3-2020             | 29                    | 230                   | 0                     | 0                     | -                     | -                     |                       |
| 24-3-2020             | 34                    | 264                   | 2                     | 19                    | -                     | -                     |                       |
| 25-3-2020             | 38                    | 302                   | 2                     | 21                    | -                     | -                     |                       |
| 26-3-2020             | 65                    | 367                   | 4                     | 25                    | -                     | -                     |                       |
| 27-3-2020             | 42                    | 409                   | 1                     | 26                    | -                     | -                     |                       |
| 28-3-2020             | 45                    | 454                   | 3                     | 29                    | -                     | -                     |                       |
| 29-3-2020             | 57                    | 511                   | 2                     | 31                    | -                     | -                     |                       |
| 30-3-2020             | 73                    | 584                   | 4                     | 35                    | -                     | -                     |                       |
| 31-3-2020             | 132                   | 716                   | 9                     | 44                    | -                     | -                     |                       |
| --------------------- | --------------------- | --------------------- | --------------------- | --------------------- | --------------------- | --------------------- | --------------------- |

### Abril de 2020
El 1 de abril, se registraron un total de 131 nuevos casos confirmados de coronavirus (COVID-19) y 14 nuevas muertes en las últimas 24 horas, lo que sitúa el número total de casos confirmados en 847 y el de muertes en 58.  Se han registrado nuevas muertes, cinco en Argel y tres en la provincia de Blida, una en la provincia de Relizane, una en la provincia de Ghardaïa, una en la provincia de Oum El Bouaghi, una en la provincia de Médéa, una en la provincia de Tizi Ouzou y una en la provincia de Aïn Témouchent. 
El 2 de abril, se registraron un total de 139 nuevos casos confirmados y 25 nuevas muertes en las últimas 24 horas, elevando el número total de casos confirmados a 986 y el de muertes a 86. Las nuevas muertes se registraron en las provincias de Blida (5 casos), Argel (5), Setif (4), Medea (4), Ain Defla (2) y una muerte en las provincias de Tiaret, Oum El Bouaghi, Tipaza, Boumerdes y Batna. 
El 3 de abril, se registraron 185 nuevos casos confirmados y 22 nuevas muertes durante las últimas 24 horas en Argelia, elevando el número de casos confirmados a 1.171 y el de muertes a 105. 
El 4 de abril, se registró un total de 80 nuevos casos confirmados y 25 nuevas muertes durante las últimas 24 horas, lo que eleva el número de casos confirmados a 1.251 y las muertes a 130 
El 5 de abril, se registran 69 nuevos casos confirmados y 22 nuevas muertes registradas en 24 horas. Las 22 nuevas muertes son las enumeradas, seis registradas en Blida, seis en Argel, dos en Bordj Bou Arréridj, una en cada una de Tizi Ouzou, Relizane, Annaba, Aïn Defla, Tipaza, Chlef, Tébessa y Adrar. 
El 6 de abril, se registraron 103 nuevos casos confirmados y 21 nuevas muertes durante las últimas 24 horas en Argelia, elevando el número de casos confirmados a 1.423 y el de muertes a 173. Se registraron nuevas muertes en Argel con 6 muertes, Orán (3), Blida (2), Bordj Bou Arreridj (2), Tissemssilt (2) y un (1) caso en Bejaïa, Jijel, Constantine, Biskra, Oum El Bouaghi y Ouargla. 
El 7 de abril, se registraron 45 nuevos casos confirmados y 20 muertes en 24 horas. Se registran las 20 nuevas muertes, 11 muertes en Blida, dos en Argel, una en Béjaïa, una en el Tizi Ouzou, una en Mostaganem, una en Bordj Bou Arreridj, una en Sétif, una en Boumerdès y una en Batna. 
El 8 de abril, 104 personas más en Argelia dieron positivo por coronavirus y otras 12 murieron, lo que eleva el número de casos confirmados a 1572 y el de muertes a 205.  5 muertes en Blida, 3 en Argel y dos (2) casos en Bejaia y un caso, en las provincias de Tipaza y Constantine. 
El 9 de abril, se notificaron 94 nuevos casos confirmados en Argelia en las últimas 24 horas, lo que elevó el número de casos confirmados a 1666 y 30 muertes más entre el 31 de marzo y el 9 de abril, lo que elevó el número de muertes a 235  Las defunciones registradas durante este período (31 de marzo y 9 de abril) se distribuyen en diez provincias, Argel (13 casos), Blida (5 casos), Bejaia (2), Orán (2), Jijel (2), El-Oued ( 1), Batna (1), M'sila (1), Annaba (1). 
El 10 de abril, se han notificado 95 nuevos casos confirmados de enfermedad por coronavirus (COVID-19) en Argelia durante las últimas 24 horas, mientras que entre el 30 de marzo y el 10 de abril se han registrado 21 muertes más, lo que eleva el número de casos confirmados a 1761 y el de muertes a 256.  Se han registrado seis muertes en Blida, seis en Argel, una en Tizi Ouzou, Oran, Bouira, Tipaza, Boumerdès, Biskra, M'Sila , Djelfa y Mascara . 
El 11 de abril, se notificaron 64 nuevos casos confirmados de coronavirus (COVID-19) en Argelia durante las últimas 24 horas, lo que elevó el número total de casos confirmados a 1825, mientras que entre el 27 de marzo y el 11 de abril se registraron 19 nuevas muertes 7. de ellos en las últimas 48 horas, elevando el número de muertes a 275. 
El 12 de abril, se registraron 89 nuevos casos confirmados de coronavirus (COVID-19) en Argelia durante las últimas 24 horas, lo que elevó el número total de casos confirmados a 1914. 18 muertes entre el 1 y el 12 de abril, incluidas 12 en el último 72 horas en 7 provincias, elevando el número de muertes a 293. 
El 13 de abril, se registraron 69 nuevos casos confirmados de coronavirus (COVID-19) en Argelia durante las últimas 24 horas, elevando el número total de casos confirmados hasta 1983. También se registraron 20 muertes en 10 provincias, aumentando el número de muertes a 313. 
El 14 de abril, se registraron 87 nuevos casos confirmados de coronavirus en Argelia durante las últimas 24 horas en 16 provincias, lo que elevó el número total de casos confirmados hasta 2070. También se registraron 13 muertes, en 7 provincias (Argel (4) , Blida (2), M'sila (2), Tipaza (2), Bordj Bou Arréridj (1), Ghardaïa (1), Skikda (1)), elevando el número de muertos a 326. 
El 15 de abril, el número de casos confirmados de coronavirus se elevó a 2160 con un total de 90 nuevos casos registrados en 21 provincias durante las últimas 24 horas. También se registraron 10 muertes en las últimas 24 horas dentro de 6 provincias como las siguientes: Argel (4), Blida (2), Orán (1), Jijel (1), Constantine (1) y Sidi Bel Abbes (1), lo que el total de muertes a 336. 
El 16 de abril, se registraron 108 nuevos casos confirmados durante las últimas 24 horas, lo que elevó el número total de casos confirmados a 2268. 12 muertes en 8 provincias (Blida (3), Argel (3), una (1) muerte en cada uno de Tipaza, Béjaïa, Skikda, Annaba, Khenchela y Ouargla) también se registraron, elevando el número de muertes a 348. 
El 17 de abril, se notificaron 150 nuevos casos confirmados en las últimas 24 horas, lo que elevó el número total de casos confirmados a 2418, mientras que se registraron 16 nuevas muertes entre el 8 y el 16 de abril, lo que elevó el número de muertes a 364. 
El 18 de abril, se notificaron 116 nuevos casos confirmados en las últimas 24 horas, lo que elevó el número total de casos confirmados a 2534, mientras que solo se registraron 3 nuevas muertes en Blida, lo que elevó el número de muertes a 367 
El 19 de abril se han reportado 95 nuevos casos confirmados y 8 nuevas muertes en Argelia, elevando el número de casos confirmados a 2629 y el de fallecidos a 375.  El Ministerio de Educación Nacional anunció el domingo la extensión de la suspensión de clases. para las tres etapas educativas hasta el 29 de abril. 
El 20 de abril se registraron 89 nuevos casos confirmados y 9 nuevas defunciones en las últimas 24 horas, lo que eleva el número de casos confirmados a 2718 y el de defunciones a 384. 
El 21 de abril, se notificaron 93 nuevos casos confirmados y 08 nuevas muertes en Argelia, lo que elevó el número de casos confirmados a 2811 y el de muertes a 392 
El 22 de abril se notificaron 99 nuevos casos confirmados y 10 nuevas muertes en Argelia,  elevando el número de casos confirmados a 2910 y el de muertes a 402.  Argelia recibió una nueva donación de China compuesta por máscaras, kits de prueba y aparatos de respiración artificial como parte de la lucha contra COVID-19.   
El 23 de abril, 97 nuevos casos confirmados, 5 nuevas muertes, elevando el número de casos confirmados a 3007 y el de defunciones a 407. 
El 24 de abril, se notificaron 120 nuevos casos confirmados y 8 nuevas muertes en 4 provincias (Argel (5), una (1) muerte en cada una de Tipaza, Médéa y Ouargla), elevando el número de casos confirmados a 3127 y que de muertes a 415.  Las medidas de cierre que se aplicaron en nueve provincias, sujetas a contención parcial de 15:00 a 7:00 a. m., se han suavizado de 17:00 a 7:00 a. m. La provincia de Blida, que estaba en total el bloqueo está sujeto ahora a un bloqueo parcial de 2:00 p. m. a 7:00 a. m.. 
El 25 de abril, se notificaron 129 nuevos casos confirmados y 4 nuevas muertes en 4 provincias (una (1) muerte en cada una de Tipaza, Sidi Bel Abbes , Tizi Ouzou y M'Sila ), elevando el número de casos confirmados a 3256 y el de muertos a 419.  Primer Ministro Abdelaziz Djerad emitió una instrucción a los departamentos ministeriales y walis (gobernadores de provincias) de la República para la ampliación de los sectores de actividad y la apertura empresarial. 
El 26 de abril, se notificaron 126 nuevos casos confirmados y 6 nuevas muertes en 5 provincias (dos casos en Blida y una (1) muerte en cada una de Sétif, Bordj Bou Arréridj, Tébessa y Bouira), lo que eleva el número de casos confirmados. a 3382 y el de defunciones a 425. 
El 27 de abril, se registraron un total de 135 nuevos casos confirmados y 7 nuevas muertes en las últimas 24 horas en Argelia, las nuevas muertes se registraron en 4 provincias (tres casos en Blida, dos en Argel y una (1) muerte en cada uno de Sétif y Boumerdès), elevando el total de casos confirmados a 3517 y el de muertos a 432.  Se han ampliado las medidas de encierro y las demás medidas preventivas relevantes para hacer frente al nuevo coronavirus (COVID-19), por un período adicional de 15 días (del 30 de abril al 14 de mayo). 
El 28 de abril, se registraron 132 nuevos casos confirmados y cinco muertes en las últimas 24 horas en Argelia, las nuevas muertes se registraron en 4 provincias (dos casos en Tiaret y una (1) muerte en cada una de Sétif, Ouargla y Annaba ), lo que eleva el número total de casos confirmados a 3.649 y el de defunciones a 437. 
El 29 de abril, se registraron 199 nuevos casos confirmados y 7 muertes en las últimas 24 horas en Argelia, las nuevas muertes se registraron en 5 provincias (dos casos en cada uno de Sétif y Bordj Bou Arréridj, y una (1) muerte en cada uno de Tipaza, Ouargla y Adrar), lo que eleva el número total de casos confirmados a 3848 y el de muertes a 444.  En la base aérea de Boufarik , Blida (50 km al sur de Argel), Argelia recibe el equipo médico ofrecido por Rusia , como una contribución a los esfuerzos de Argelia para frenar la propagación de los coronavirus (COVID-19). 
El 30 de abril, se registraron 158 nuevos casos confirmados y 6 muertes en las últimas 24 horas en Argelia, las nuevas muertes se registraron en 3 provincias (tres casos en Argel y dos casos en Sétif y una (1) muerte en Djelfa) , elevando el número total de casos confirmados a 4006 y el de fallecidos a 450.

### Mayo de 2020
El 1 de mayo, se registraron un total de 148 nuevos casos confirmados y 3 muertes en las últimas 24 horas en Argelia, lo que elevó el número total de casos confirmados a 4.154 y el de muertes a 453.  Las 3 nuevas muertes se han registrado en 3 provincias (una (1) muerte en cada una de Bordj Bou Arréridj, Tizi Ouzou y Constantine). 
El 2 de mayo, se registraron 141 nuevos casos confirmados y 6 defunciones, lo que eleva el total a 4.295 casos confirmados y 459 defunciones. Las seis nuevas muertes se registraron en 5 provincias como Bordj Bou Arréridj (2), Argel (1), Tipaza (1), Tiaret (1) y Ouargla (1). 
El 3 de mayo se han reportado 141 casos confirmados de coronavirus (COVID-19) y 4 muertes en las últimas 24 horas en Argelia, elevando el número de casos confirmados a 4474 y el de muertes a 463, las 4 nuevas muertes se han registrado en 4 provincias (una (1) muerte en cada una de Blida, Argel, Sétif y Ouargla).  El año escolar actual ha sido suspendido y "el Consejo de Ministros ha decidido presentar propuestas para terminar el año escolar en el mejor interés de los alumnos y estudiantes, y la decisión final se tomará en la reunión del Consejo de Ministros del próximo domingo. 
El 4 de mayo, se registraron 174 nuevos casos y 2 muertes, lo que hace un total de 4648 casos confirmados y 465 muertes, una de ellas en Argel y la otra en Bordj Bou Arréridj. 
El 5 de mayo, se confirmaron 190 nuevos casos y se registraron 5 muertes, lo que eleva el total a 4838 casos confirmados y 470 muertes. Las muertes se registraron en las siguientes provincias: Blida (2), Argel (2) y Adrar (1). 
El 6 de mayo, se registraron 159 nuevos casos confirmados y 6 defunciones, lo que eleva el total a 4997 casos confirmados y 476 defunciones. Las seis nuevas muertes se registraron en 6 provincias que son Argel, Orán, Tipaza, Tiaret, Mascara y Khenchela. 
El 7 de mayo se registraron 185 nuevos casos y 6 defunciones, lo que eleva el total a 5.182 casos y 483 defunciones. Las muertes se registraron en: Béjaïa (2), Tipaza (1), Bordj Bou Arréridj (1), Tlemcen (1) y Ouargla (1). 
El 8 de mayo se registraron 187 casos nuevos y 5 defunciones, lo que suma un total de 5.369 casos y 488 defunciones. Las muertes se registraron en: Constantine (2), Argel (1), Tipaza (1) y Ghardaïa (1). 
El 9 de mayo se registraron 189 nuevos casos confirmados y 6 defunciones, lo que eleva el total a 5.558 casos confirmados y 494 defunciones. Las seis nuevas muertes se registraron en: Blida, Tipaza, Ouargla, Bouira, M'sila y Mila. 
El 10 de mayo se registraron 165 nuevos casos confirmados y 8 defunciones, lo que eleva el total a 5.723 casos confirmados y 502 defunciones. Las 8 nuevas muertes se registraron en: Sétif (2), Bordj Bou Arréridj (2), Ouargla (2), Blida y Sidi Bel Abbes.  El Consejo de Ministros decidió posponer hasta septiembre los exámenes del certificado de bachillerato y escuela intermedia en la segunda semana del mismo mes y canceló el examen final de la escuela primaria, mientras que los alumnos y estudiantes pasarán a las siguientes clases en las tres escuelas. ciclos calculando los promedios del primer y segundo cuatrimestre y reduciendo el promedio de admisión.   
El 11 de mayo se registraron 168 nuevos casos confirmados y 5 defunciones, lo que eleva el total a 5.981 casos confirmados y 507 defunciones. Las 5 nuevas muertes se registraron en: Blida, Tiaret, Batna, Skikda y Sidi Bel Abbes. 
El 12 de mayo, se registraron un total de 176 nuevos casos confirmados de COVID-19, 157 casos recuperados y 8 muertes en las últimas 24 horas en Argelia, lo que elevó el número total de casos confirmados a 6.067 y el de muertes a 515, y el número de las personas recuperadas alcanzaron los 2.998.  Las muertes se registraron en: Batna (2), Blida, M'Sila, Djelfa, Mascara, Oum El Bouaghi y El Bayadh. 
El 13 de mayo, 186 nuevos casos confirmados de COVID-19, 60 casos recuperados y 7 muertes se registraron en las últimas 24 horas en Argelia, elevando el número total de casos confirmados a 6.253 y el de muertes a 522, y se alcanzó el número de personas recuperadas. 3.058. Las 7 nuevas muertes se registraron en: Argel (2), Blida, Setif, Tlemcen, Ouargla y Tizi Ouzou. 
El 14 de mayo se registraron 189 nuevos casos y 7 defunciones, lo que suma un total de 6.442 casos confirmados y 529 defunciones. Las muertes se registraron en: Ain Defla (2), Orán, Béjaïa, Ouargla, Bouira y Tebessa.  ministro de Salud, Población y Reforma Hospitalaria, Abderahmane Benbouzid, dijo que el uso de mascarillas será obligatorio si persiste la propagación de la nueva pandemia de coronavirus en Argelia y la situación no está bajo control. 
El 15 de mayo se registraron 187 casos nuevos y 7 defunciones, lo que suma un total de 6.629 casos y 536 defunciones. Las muertes se registraron en: Constantine (2), Argel, Mila, Sidi Bel Abbes, Djelfa y Mascara. 
El 16 de mayo, se registraron 192 nuevos casos confirmados y 6 defunciones, lo que eleva el total a 6.821 casos confirmados y 542 defunciones. Las seis nuevas muertes se registraron en: Argel (2), Setif, Constantine, Bordj Bou Arréridj y Médéa. 
El 17 de mayo se registraron 198 nuevos casos y 6 defunciones, lo que suma un total de 7.019 casos y 548 defunciones. Las muertes se registraron en: Argel, Constantine, Bordj Bou Arréridj, Tiaret, Batna y Bouira.  En este día, se han reportado 19 muertes por el coronavirus (COVID-19) entre el personal médico y paramédico en Argelia desde el brote de la epidemia. 
El 18 de mayo, se registraron 182 nuevos casos confirmados y 7 defunciones, lo que eleva el total a 7.201 casos confirmados y 555 defunciones. Las 7 nuevas muertes se registraron en: Setif (3), Argel, Ain Defla, Bejaia y Sidi Bel Abbes. 
El 19 de mayo, se registraron 176 nuevos casos confirmados y 6 defunciones, lo que eleva el total a 7.377 casos confirmados y 561 defunciones. Las 6 nuevas muertes se registraron en: Blida, Oran, Setif, Ouargla, Tiaret y Sidi Bel Abbes. 
El 20 de mayo, se registraron 165 nuevos casos confirmados y 7 defunciones, lo que eleva el total a 7.542 casos confirmados y 568 defunciones. Las 7 nuevas muertes se registraron en: Argel (2), Blida, Setif, Bordj Bou Arréridj, Médéa y El Bayadh. 
El 21 de mayo, se registraron 186 nuevos casos confirmados y 7 defunciones, lo que eleva el total a 7.728 casos confirmados y 575 defunciones. Las 7 nuevas muertes se registraron en: Constantine (2), Argel, Médéa, Ouargla, Tiaret y Ain Temouchent.  El Primer Ministro decide suspender el tráfico de todos los vehículos, incluidas las motocicletas, durante todo el día del 1º y 2º de las vacaciones de Eid al Fitr (24 y 25 de mayo). Esta medida afecta a todas las provincias y sigue vigente incluso fuera del horario de cierre parcial, programado desde las 13:00 horas hasta el día siguiente a las 07:00 horas.  [1]
El 22 de mayo, se registraron 190 nuevos casos confirmados y 7 defunciones, lo que eleva el total a 7,918 casos confirmados y 582 defunciones. Las 7 nuevas muertes se registraron en: Tipaza (2), Argel, Setif, Constantine, Tiaret y Mascara. 
El 23 de mayo, se registraron 195 nuevos casos confirmados y 10 defunciones, lo que eleva el total a 8.113 casos confirmados y 592 defunciones. Las 10 nuevas muertes se registraron en: Blida (2), Orán (2), Setif (2), Argel, Tipaza, Béjaïa y Batna. 
El 24 de mayo se registraron 193 nuevos casos confirmados y 8 defunciones, lo que eleva el total a 8.306 casos confirmados y 600 defunciones. Las 8 nuevas muertes se registraron en: Argel (2), Orán, Setif, Ouargla, Béchar, Laghouat y Naâma.
El 25 de mayo, se registraron 197 nuevos casos confirmados y 9 defunciones, lo que eleva el total a 8.503 casos confirmados y 609 defunciones. Las 9 nuevas muertes se registraron en: Tipaza, Ouargla, Tiaret, Skikda, Adrar, El Oued, Mostaganem, Mila y Tindouf. 
El 26 de mayo se registraron 194 nuevos casos confirmados y 8 defunciones, lo que eleva el total a 8.697 casos confirmados y 609 defunciones. Las 8 nuevas muertes se registraron en: Tiaret (2), Setif, Ain Defla, Bouira, Laghouat, El Oued y El Bayadh. 
El 27 de mayo, se registraron 160 nuevos casos confirmados y 6 defunciones, lo que eleva el total a 8.857 casos confirmados y 623 defunciones. Las 6 nuevas muertes se registraron en: Setif (2), Constantine, Médéa, Mascara y Skikda. 
El 28 de mayo, se registraron 140 nuevos casos confirmados y 7 defunciones, lo que eleva el total a 8.997 casos confirmados y 630 defunciones. Las 7 nuevas muertes se registraron en: Médéa (2), Argel, Tiaret, M'sila, Sidi Bel Abbes y El Bayadh.  El gobierno decidió mantener el cierre parcial hasta el 13 de junio como parte de las medidas para luchar contra la pandemia COVID-19 y levantarlo totalmente en cuatro provincias.  Argelia seguirá aplicando el protocolo terapéutico basado en hidroxicloroquina contra el nuevo coronavirus (COVID-19). 
El 29 de mayo, se registraron 137 nuevos casos confirmados y 8 muertes, lo que eleva el total a 9.134 casos confirmados y 638 muertes. Las 8 nuevas muertes se registraron en: Orán, Setif, Ouargla, Médéa, M'Sila, Mila, El Bayadh y Tamanrasset. 
El 30 de mayo, se registraron 133 nuevos casos confirmados y 8 defunciones, lo que eleva el total a 9.267 casos confirmados y 646 defunciones. Las 8 nuevas muertes se registraron en: Argel, Orán, Tipaza, Ouargla, Médéa, M'Sila, Laghouat y Ghardaïa. 
El 31 de mayo se registraron 127 nuevos casos confirmados y 7 defunciones, lo que eleva el total a 9.394 casos confirmados y 653 defunciones. Las 7 nuevas muertes se registraron en: Argel, Setif, Ouargla, Tiaret, M'Sila, Laghouat y Chlef.

### Junio de 2020.
El 1 de junio, se registraron 119 nuevos casos confirmados y 8 muertes, lo que eleva el total a 9.513 casos confirmados y 661 muertes. Las 8 nuevas muertes se registraron en: Blida, Argel, Setif, Constantine, Batna, Adrar, El Oued y Souk Ahras. 
El 2 de junio, se registraron 113 nuevos casos confirmados y 6 defunciones, lo que eleva el total a 9.626 casos confirmados y 667 defunciones. Las 6 nuevas muertes se registraron en: Blida, Setif, Batna, M'Sila, Chlef y Souk Ahras. 
El 3 de junio, se registraron 107 nuevos casos confirmados y 6 defunciones, lo que eleva el total a 9.733 casos confirmados y 673 defunciones. Las 6 nuevas muertes se registraron en: Biskra (2), Argel, Setif, Béjaïa y El Oued. 
El 4 de junio se registraron 98 nuevos casos confirmados y 8 defunciones, lo que eleva el total a 9.831 casos confirmados y 681 defunciones. Las 6 nuevas muertes se registraron en: Blida, Setif, Béjaïa, Ouargla, Djelfa, Khenchela, Adrar y Souk Ahras. 
El 5 de junio, se registraron 104 nuevos casos confirmados y 9 defunciones, lo que eleva el total a 9.935 casos confirmados y 690 defunciones. Las 9 nuevas muertes se registraron en: M'Sila (2), Blida, Setif, Constantine Béjaïa, Béchar, Bouira y Souk Ahras. 
El 6 de junio, se registraron 115 nuevos casos confirmados y 8 defunciones, lo que eleva el total a 10.050 casos confirmados y 698 defunciones. Las 8 nuevas muertes se registraron en: Setif (2), Argel, Constantine, Tipaza, Béchar, Boumerdès y Sidi Bel Abbes. 
El 7 de junio, se registraron 104 nuevos casos confirmados y 9 defunciones, lo que eleva el total a 10.154 casos confirmados y 707 defunciones. Las 9 nuevas muertes se registraron en: Argel (2), Setif (2), Ouargla, Médéa, Boumerdès, El Oued y Ghardaïa. 
El 8 de junio se registraron 111 nuevos casos confirmados y 8 defunciones, lo que eleva el total a 10 265 casos confirmados y 715 defunciones. Las 8 nuevas muertes se registraron en: Blida, Argel, Setif, Ouargla, Batna, Djelfa, Ghardaïa y Tissemsilt. 
El 9 de junio, se registraron 117 nuevos casos confirmados y 9 defunciones, lo que eleva el total a 10.382 casos confirmados y 724 defunciones. Las 9 nuevas muertes se registraron en: Argel (2), Bouira (2), Annaba, Biskra, Lagouat, El Oued y Jijel. 
El 10 de junio se registraron 102 nuevos casos confirmados y 8 defunciones, lo que eleva el total a 10.484 casos confirmados y 732 defunciones. Las 8 nuevas muertes se registraron en: Blida, Argel, Tipaza, Annaba, Djelfa, M'Sila, Ghardaïa y El Taref. 
El 11 de junio, se registraron 105 nuevos casos confirmados y 9 defunciones, lo que eleva el total a 10.589 casos confirmados y 741 defunciones. Las 9 nuevas muertes se registraron en: Setif, Oum El Bouaghi, Tiaret, M'Sila, Biskra, El Oued, Tebessa, Sidi Bel Abbes y Souk Ahras. 
El 12 de junio, se registraron 109 nuevos casos confirmados y 10 defunciones, lo que eleva el total a 10.698 casos confirmados y 751 defunciones. Las 10 nuevas muertes se registraron en: Setif (3), M'Sila (3), El Oued (2), Annaba y Tebessa. 
El 13 de junio, se registraron 112 nuevos casos confirmados y 9 muertes, lo que eleva el total a 10,810 casos confirmados y 760 muertes. Las 9 nuevas muertes se registraron en: Argel (2), Setif (2), Tipaza, Tiaret, M'Sila, Mascara y Jijel. 
El 14 de junio se registraron 109 nuevos casos confirmados y 7 defunciones, lo que eleva el total a 10.919 casos confirmados y 767 defunciones. Las 7 nuevas muertes se registraron en: Blida (2), El Oued (2), Setif, M'Sila y Tissemsilt. 
El 15 de junio, se registraron 112 nuevos casos confirmados y 10 defunciones, lo que eleva el total a 11.031 casos confirmados y 777 defunciones. Las 10 nuevas muertes se registraron en: Blida, Setif, Constantine, Béjaïa, Oum El Bouaghi, Tiaret, M'Sila, Bouira, Sidi Bel Abbes y Tissemsilt. 
El 16 de junio, se registraron 116 nuevos casos confirmados y 11 muertes, lo que eleva el total a 11.147 casos confirmados y 788 muertes. Las 11 nuevas muertes se registraron en: El Oued (2), Mila (2), Argel, Setif, Tipaza, Bejaia, Oum El Bouaghi, Batna y Bouira. 
El 17 de junio se registraron 121 nuevos casos confirmados y 11 defunciones, lo que eleva el total a 11.268 casos confirmados y 799 defunciones. Las 11 nuevas muertes se registraron en: Tiaret (2), Mila (2), Blida, Setif, Annaba, M'Sila, Khenchela, El Oued y Souk Ahras. 
El 18 de junio, se registraron 117 nuevos casos confirmados y 12 defunciones, lo que eleva el total a 11.385 casos confirmados y 811 defunciones. Las 12 nuevas muertes se registraron en: Argel, Setif, Ouargla, Béjaïa, Bordj Bou Arréridj, Tiaret, M'Sila, Skikda, Laghouat, Mila, Jijel y El Bayadh. 
El 19 de junio, se registraron 119 nuevos casos confirmados y 14 defunciones, lo que eleva el total a 11.504 casos confirmados y 825 defunciones. Las 14 nuevas muertes se registraron en: Tamanrasset (3), Blida (2), Setif (2), Biskra (2), Oum El Bouaghi, Annaba, Adrar, Tebessa y Mila. 
El 20 de junio se registraron 127 nuevos casos confirmados y 12 defunciones, lo que eleva el total a 11.631 casos confirmados y 837 defunciones. Las 12 nuevas muertes se registraron en: Batna (2), Laghouat (2), Oran, Constantine, Ouargla, Béjaïa, M'Sila, Mascara, El Oued y Ghardaïa. 
El 21 de junio se registraron 140 nuevos casos confirmados y 8 defunciones, lo que eleva el total a 11771 casos confirmados y 845 defunciones. Las 8 muertes se registraron en: Setif, Batna, M'Sila, Mascara, Laghouat, Adrar, Bouira y Sidi Bel Abbes. 
El 22 de junio se registraron 149 nuevos casos confirmados y 7 defunciones, lo que eleva el total a 11920 casos confirmados y 852 defunciones. Las 7 muertes se registraron en: Setif (2), Béjaïa, Batna, Annaba, Djelfa y M'Sila. 
El 23 de junio se registraron 156 nuevos casos confirmados y 9 defunciones, lo que eleva el total a 12076 casos confirmados y 861 defunciones. 
El 24 de junio se registraron 171 nuevos casos confirmados y 8 defunciones, lo que eleva el total a 12248 casos confirmados y 869 defunciones. 
El 25 de junio se registraron 197 nuevos casos confirmados y 6 defunciones, lo que eleva el total a 12445 casos confirmados y 878 defunciones. 
El 26 de junio se registraron 240 nuevos casos confirmados y 7 defunciones, lo que eleva el total a 12685 casos confirmados y 885 defunciones. 
El 27 de junio se registraron 283 nuevos casos confirmados y 7 defunciones, lo que eleva el total a 12968 casos confirmados y 892 defunciones. 
El 28 de junio se registraron 305 nuevos casos confirmados y 5 defunciones, lo que eleva el total a 13273 casos confirmados y 897 defunciones. 
El 29 de junio se registraron 298 nuevos casos confirmados y 8 defunciones, lo que eleva el total a 13571 casos confirmados y 905 defunciones. 
El 30 de junio se registraron 336 nuevos casos confirmados y 7 defunciones, lo que eleva el total a 13907 casos confirmados y 912 defunciones.

### Agosto de 2020
El 1 de agosto, se registraron 556 nuevos casos confirmados y 13 muertes, lo que eleva el total a 30950 casos confirmados y 1223 muertes. 
El 2 de agosto, se registraron 515 nuevos casos confirmados y 8 muertes, lo que eleva el total a 31465 casos confirmados y 1231 muertes. 
El 3 de agosto, se registraron 507 nuevos casos confirmados y 8 muertes, lo que eleva el total a 31972 casos confirmados y 1239 muertes. 
El 4 de agosto se registraron 532 nuevos casos confirmados y 9 defunciones, lo que eleva el total a 32504 casos confirmados y 1248 defunciones. 
El 5 de agosto se registraron 551 nuevos casos confirmados y 13 defunciones, lo que eleva el total a 33055 casos confirmados y 1261 defunciones. 
El 6 de agosto se registraron 571 nuevos casos confirmados y 12 defunciones, lo que eleva el total a 33626 casos confirmados y 1273 defunciones. 
El 7 de agosto, se registraron 529 nuevos casos confirmados y 9 defunciones, lo que eleva el total a 34155 casos confirmados y 1282 defunciones. 
El 8 de agosto, se registraron 538 nuevos casos confirmados y 11 defunciones, lo que eleva el total a 34693 casos confirmados y 1293 defunciones.  En la reunión del Alto Consejo de Seguridad del 3 de agosto de 2020, se decidió “ajustar el horario de cierre parcial de las 11.00 horas a las 6.00 horas en 29 provincias”. Boumerdes, Souk Ahras, Tissemsilt, Djelfa, Mascara, Oum El Bouaghi, Batna, Bouira, Relizane, Biskra, Khenchela, M'sila, Chlef, Sidi Bel Abbes, Medea, Blida, Bordj Bou Arreridj, Tipaza, Ouargla, Bechar, Argel Constantine, Orán, Setif, Annaba, Bejaia, Adrar, Laghouat y El Oued son las provincias afectadas . 
El 9 de agosto se registraron 521 nuevos casos confirmados y 9 defunciones, lo que eleva el total a 35214 casos confirmados y 1302 defunciones.  El primer ministro Abdelaziz Djerad decidió las medidas para la "apertura gradual y controlada de playas, áreas de recreación, hoteles, cafés y restaurantes", a partir del 9 de agosto, respetando los protocolos sanitarios de prevención contra la propagación de Covid- 19.
El 10 de agosto, se registraron 498 nuevos casos confirmados y 10 defunciones, lo que eleva el total a 35712 casos confirmados y 1312 defunciones. 
El 11 de agosto se registraron 492 nuevos casos confirmados y 10 defunciones, lo que eleva el total a 36204 casos confirmados y 1322 defunciones.  69 médicos y paramédicos murieron por el Covid-19 y 4.025 han sido contaminados desde marzo de 2020. 
El 12 de agosto, se registraron 495 nuevos casos confirmados y 11 muertes, lo que eleva el total a 36699 casos confirmados y 1333 muertes. 
El 13 de agosto, se registraron 488 nuevos casos confirmados y 8 muertes, lo que eleva el total a 37187 casos confirmados y 1341 muertes. 
El 14 de agosto, se registraron 477 nuevos casos confirmados y 10 defunciones, lo que eleva el total a 37664 casos confirmados y 1351 defunciones. 
El 15 de agosto, se registraron 469 nuevos casos confirmados y 9 defunciones, lo que eleva el total a 38133 casos confirmados y 1360 defunciones. 
El 16 de agosto se registraron 450 nuevos casos confirmados y 10 defunciones, lo que eleva el total a 38583 casos confirmados y 1370 defunciones. 
El 17 de agosto, se registraron 442 nuevos casos confirmados y 9 defunciones, lo que eleva el total a 39025 casos confirmados y 1379 defunciones. 
El 18 de agosto, se registraron 419 nuevos casos confirmados y 12 defunciones, lo que eleva el total a 39444 casos confirmados y 1391 defunciones. 
El 19 de agosto, se registraron 403 nuevos casos confirmados y 11 muertes, lo que eleva el total a 39847 casos confirmados y 1402 muertes. 
El 20 de agosto, se registraron 411 nuevos casos confirmados y 9 defunciones, lo que eleva el total a 40258 casos confirmados y 1411 defunciones. 
El 21 de agosto, se registraron 409 nuevos casos confirmados y 7 defunciones, lo que eleva el total a 40667 casos confirmados y 1418 defunciones. 
El 22 de agosto, se registraron 401 nuevos casos confirmados y 6 defunciones, lo que eleva el total a 41068 casos confirmados y 1424 defunciones. 
El 23 de agosto, se registraron 392 nuevos casos confirmados y 11 muertes, lo que eleva el total a 41460 casos confirmados y 1435 muertes. 
El 24 de agosto, se registraron 398 nuevos casos confirmados y 11 muertes, lo que eleva el total a 41858 casos confirmados y 1446 muertes. 
El 25 de agosto, 370 nuevos casos, 218 recuperaciones y 10 muertes en las últimas 24 horas.